# St. Leonhard im Pitztal
St. Leonhard im Pitztal é um município da Áustria, situado no distrito de Imst, no estado do Tirol. Tem 223,44 km² de área e sua população em 2019 foi estimada em 1.394 habitantes.